# Institut culturel franco-japonais - École japonaise de Paris
L’Institut culturel franco-japonais - École japonaise de Paris (日仏文化学院パリ日本人学校, Nichifutsu Bunka Gakuin Pari Nihonjin Gakkō) est une école japonaise située à Montigny-le-Bretonneux dans le département des Yvelines, près de Versailles.

## Description
Les élèves de l'école sont âgés de 6 à 15 ans. Marie Conte-Holm, auteur de The Japanese and Europe, dit que la ligne de bus de l'école détermine essentiellement l'emplacement des familles japonaises avec enfants.
Ouverte dans le quartier du Trocadéro à Paris 16e en 1973, l'école déménage à Montigny-le-Bretonneux en 1990.